# Siim Kiskonen
Siim Kiskonen (16 gennaio 1997) è un ciclista su strada e ciclocrossista estone che corre per il team Levante Fuji Shizuoka.

## Palmarès

### Strada
- 2015 (Juniores)

Elva Rattasõit
- 2022 (EC Saint-Etienne Loire, una vittoria)

Grand Prix des Grattons
- 2023 (Tartu2024 Cycling Team, due vittorie)

1ª tappa Wyścig Solidarności i Olimpijczyków (Łódź > Skierniewice)
Classifica generale Wyścig Solidarności i Olimpijczyków
- 2024 (Voltas-Tartu 2024 by CCN, due vittorie)

2ª tappa Tour of Estonia (Tartu > Tartu)
Classifica generale Tour of Estonia

#### Altri successi
- 2015 (Juniores)

Classifica scalatori Internationale Niedersachsen-Rundfahrt der Junioren
- 2019 (Cycling TARTU)

Vienības
- 2020 (EC Saint-Etienne Loire)

Grand Prix des Foires d'Orval
- 2022 (EC Saint-Etienne Loire)

Classifica a punti Quatre Jours des As-en-Provence
- 2023 (Tartu2024 Cycling Team)

Elva Tänavasõit
2ª tappa Red Bull Tour of Vikings (Kihelkonna > Sõrve Säär)
3ª tappa Red Bull Tour of Vikings (Sõrve Säär > Kuressaare)
Classifica generale Red Bull Tour of Vikings

### Cross
- 2017-2018

Campionati estoni, Under-23

### Pista
- 2015

Campionati estoni, Inseguimento a squadre (con Tair Stalberg, Kirill Tarassov e Kristo Enn Vaga)
Campionati estoni, Corsa a punti Junior

## Piazzamenti

### Competizioni mondiali
- Campionati del mondo su strada

Richmond 2015 - In linea Junior: 81º
Yorkshire 2019 - In linea Under-23: 63º
- Campionati del mondo gravel

Belgio 2024 - Elite: 108º

### Competizioni europee
- Campionati europei su strada

Tartu 2015 - In linea Junior: ritirato
Herning 2017 - In linea Under-23: 76º
Alkmaar 2019 - In linea Under-23: ritirato
Limburgo 2024 - In linea Elite: ritirato